# Copernicus (cràter marcià)
Copernicus és un gegantesc cràter d'impacte del planeta Mart situat a l'oest del cràter Ptolemaeus, al nord-oest de Nordenskiöld, al nord de Liu Hsin i a l'est de Very, a 48.8° sud i 168.8° oest. L'impacte va causar un clavill de 300 quilòmetres de diàmetre. El nom va ser aprovat el 1973 per la Unió Astronòmica Internacional, en honor de l'astrònom polonès Nicolau Copèrnic (1473-43).